# Crambus multilinellus
Crambus multilinellus là một loài bướm đêm trong họ Crambidae.